# لی‌لی گسلر
لی‌لی گسلر (مجاری: Lili Gesler؛ زادهٔ ۲۲ اکتبر ۱۹۸۰) بازیگر اهل مجارستان است.
از فیلم‌ها یا مجموعه‌های تلویزیونی که وی در آن‌ها نقش داشته‌است، می‌توان به طوفان عشق اشاره نمود.